# دومینیکن‌ها

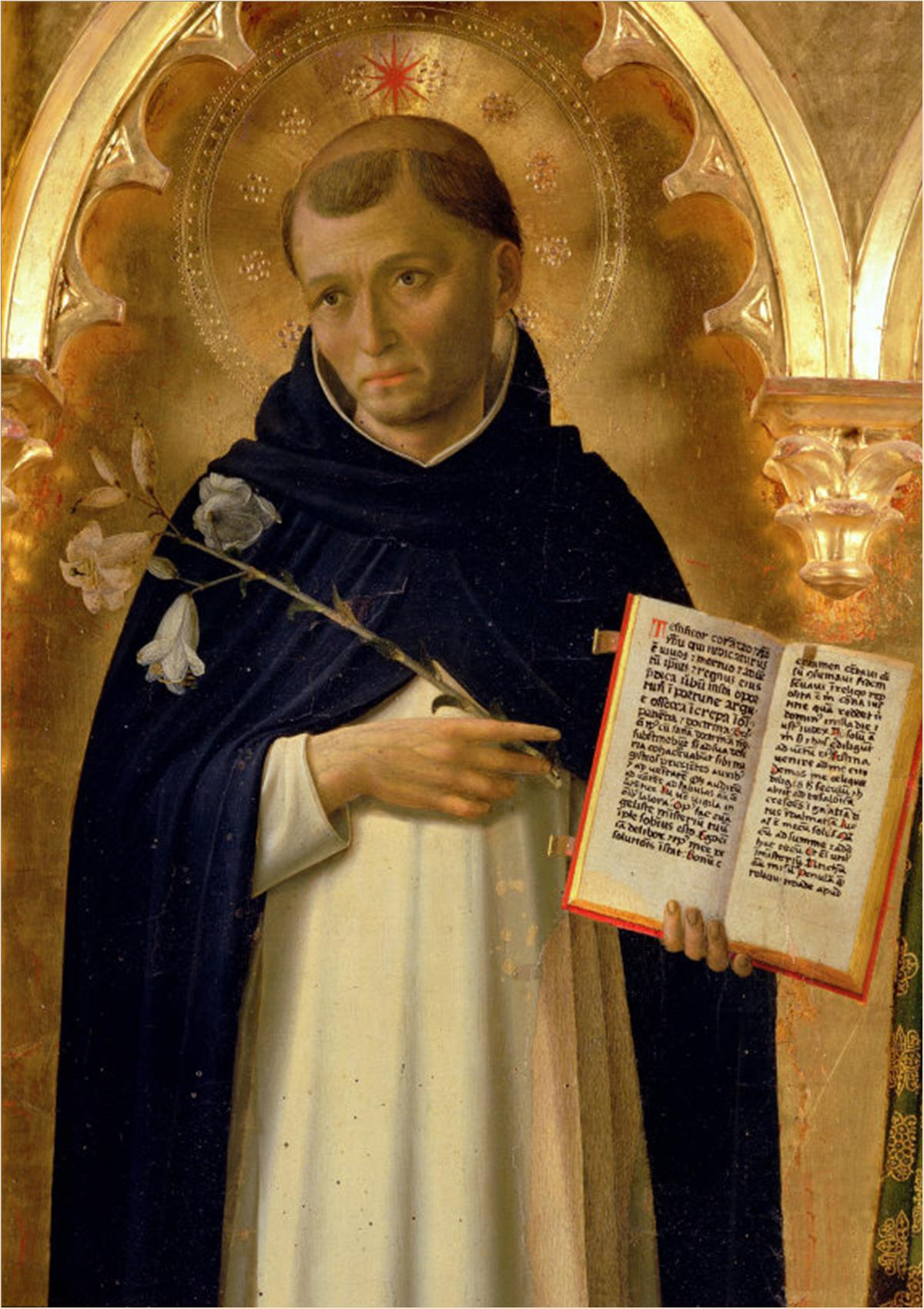
دومینیک (۱۱۷۰–۱۲۲۱)

فرقهٔ واعظان (لاتین: Ordo Praedicatorum) که اغلب از قرن پانزدهم به بعد به عنوان فرقه دومینیکن یا دومینیکن‌ها خوانده می‌شود، یک فرقه مذهبی کاتولیک رومی است که کشیش اسپانیایی دومینیک قدیس (۱۲۱۶–۲۷) در فرانسه تأسیسش کرد و پاپ هونوریوس سوم در ۲۲ دسامبر ۱۲۱۶ آن را تأیید کرد.
چهار فریار دومینیکن به عنوان پاپ برگزیده شده‌اند:
- اینوسنت پنجم
- بندیکت یازدهم
- قدیس پیوس پنجم
- بندیکت سیزدهم

دیگر دومینیکن‌های مشهور عبارتند از:
- ماتئو باندلو
- جوردانو برونو
- بارتلمه د لاس کاساس
- Nicholas Eymerich
- Bernard Gui
- هیانریش کرامر (نویسنده پتک جادوگران)
- توماس دو تورکمادا
- جیرولامو ساونارولا